# شعير الرمال اللبناني
شعير الرمال اللبناني (باللاتينية: Elymus libanoticus) نوع نباتي يتبع جنس شعير الرمال من الفصيلة النجيلية.

## الموئل والانتشار
موطنه بلاد الشام وتركيا.

## مرادفات للاسم العلمي
- (باللاتينية: Agropyron libanoticum Hack.)
- (باللاتينية: Elytrigia libanotica (Hack.) Holub)
- (ب[غير محدد] خطأ: {{اللغة-؟؟}}: وسيط غير صالح: |[http://ww2.bgbm.org/EuroPlusMed/PTaxonDetail.asp?NameId= (مساعدة))
- (باللاتينية: Pseudoroegneria tauri subsp. libanotica (Hack.) Á.Löve)